# السقا مات (رواية)
السقا مات هي رواية للأديب المصري يوسف السباعي صدرت لأول مرة سنة 1952 م عن دار النشر للجامعيين. يعتبرها الكثير من النقاد أهم رواية كتبها يوسف السباعي وتدور أحداثها في حارة مصرية في العشرينيات.

## فكرة الرواية
تدور الفكرة الرئيسية في الرواية حول فلسفة الموت ومحاولة الشخصية الرئيسية «المعلم شوشة السقا» للهروب من ذكرى وفاة زوجته الشابة. المفارقة تحدث عندما ينقذ المعلم شوشة شخص ما من الضرب في أحد المطاعم ثم تتوثق علاقته به ويدعوه للإقامة معه في بيته مع حماته وابنه سيد، وهو لا يعلم ان هذا الشخص يعمل في مجال متعلق بدفن الموتى. ينفر المعلم شوشة من ضيفه في البداية إلا إن الضيف سرعان ما يتمكن من إقناع المعلم شوشة بمواصلة حياتة ونبذ الخوف من الموت، إلا أن أكبر مفارقة تحدث عندما يموت الضيف نفسه فجأة في بيت شوشة فينهار المعلم بسبب ذلك. بعد فترة يستعيد المعلم شوشة عافيته ويأتيه خبر سار بتعيينه شيخاً للساقيين في المنطقة، إلا أن البيت ينهار فوق رأس المعلم وتنتهي حياته في مشهد قوي ومؤثر.

## تحويل الرواية إلى فيلم
حاول المخرج الراحل صلاح أبوسيف تحويل الرواية إلى عمل سينمائي في السبيعينيات إلا إن جميع المنتجين رفضوا المغامرة بإنتاج فيلم يتحدث عن الموت. تمكن صلاح أبو سيف في النهاية من الحصول على موافقة المنتج والمخرج يوسف شاهين على إنتاج الفيلم بالاشتراك مع شركة ساتبيك التونسية سنة 1977، حيث قام بكتابة السيناريو محسن زايد بالاشتراك مع صلاح أبو سيف.
وقام بالتمثيل فيه: عزت العلايلي، فريد شوقي، أمينة رزق، ناهد جبر، حسن حسين، شويكار، بلقيس وتحية كاريوكا. إلا إن نهاية الفيلم مختلفة عن نهاية الرواية، حيث تعمد كاتبي السيناريو أن تكون النهاية فيها قدر من التفاؤل.

## وصلات خارجية
- آراء القراء حول رواية السقا مات  على موقع أبجد